# Petricola
Petricola is een geslacht van tweekleppigen uit de familie van de Veneridae.

## Soorten
- Petricola aequistriata G.B. Sowerby II, 1874
- Petricola angolensis Cosel, 1995
- Petricola bicolor Sowerby II, 1854
- Petricola botula Olsson, 1961
- Petricola californiensis Pilsbry & Lowe, 1932
- Petricola carditoides (Conrad, 1837)
- Petricola concinna G.B. Sowerby I, 1834
- Petricola dactylus G.B. Sowerby I, 1823
- Petricola denticulata G.B. Sowerby I, 1834
- Petricola exarata (Carpenter, 1857)
- Petricola fabagella Lamarck, 1818
- Petricola habei Huber, 2010
- Petricola hertzana Coan, 1997
- Petricola insignis (Deshayes, 1854)
- Petricola inversa Macsotay & Campos, 2001
- Petricola japonica Dunker, 1882
- Petricola lapicida (Gmelin, 1791)
- Petricola linguafelis (Carpenter, 1857)
- Petricola lithophaga (Retzius, 1788)
- Petricola monstrosa (Gmelin, 1791)
- Petricola olssoni F. R. Bernard, 1983
- Petricola pholadiformis Lamarck, 1818 Amerikaanse boormossel
- Petricola quadrasi (Hidalgo, 1886)
- Petricola rugosa G.B. Sowerby I, 1834
- Petricola scotti Coan, 1997